# عدد لوئیس
عدد لوئیس(به انگلیسی: Lewis number) یک عدد بدون بعد بوده که بیان‌کنندهٔ نسبت نفوذ گرمایی به نفوذ مولکولی می‌باشد .این عدد که با نماد Le نمایش داده می‌شود به افتخار دانشمند آمریکایی وارن لوئیس (به انگلیسی: Warren K. Lewis) نامگذاری شده‌است.

## رابطه
{\displaystyle \mathrm {Le} ={\frac {\alpha }{D}}}
که در این رابطه {\displaystyle \alpha } ضریب نفوذ گرمایی و {\displaystyle D} نفوذ جرمی سیال است.
همچنین این عدد را می‌توان از نسبت عدد اشمیت به عدد پرنتل نیز به دست آورد.
{\displaystyle \mathrm {Le} ={\frac {\mathrm {Sc} }{\mathrm {Pr} }}}